# Diskurzuselemzés
A diskurzuselemzés több társadalomtudományban és nyelvészeti irányban gyökerező interdiszciplináris kutatási területek gyűjtőfogalma. A diskurzuselemzésnek léteznek pszichológiai, szociálpszichológiai, szociológiai, politikatudományi és az irodalomelmélethez kapcsolódó megközelítései is. Számos különböző irányzata van, melyek eltérnek a kutatás tárgya, keretei és módszerei tekintetében. A közös ezekben az irányzatokban az, hogy természetes módon létrejövő szövegeket vizsgálnak.
A kutatások módszertana kezdetben kvalitatív volt, az elemzés egy kisebb szöveg részletes vizsgálatát jelentette. Az utóbbi évtizedekben a korpuszalapú módszerek használatával a kvantitatív vizsgálatok is gyakorivá váltak. Az elemzés ekkor nagyobb szövegtesteken megy végbe, és szerepet kaphat egy szöveg intertextualitásának vizsgálata is.

## A diskurzus meghatározásai
A diskurzus a legáltalánosabb értelemben a természetes módon létrejövő szöveg, vagyis a nyelv használat közben. A nyelvi szintek felől nézve a diskurzus a mondat felett álló szint. Az angol nyelvű szakirodalomban emiatt a szövegnyelvészet is a diskurzuselemzés részét képezi. Mivel a pragmatika szintén a mondat feletti szintet vizsgálja, ezért egyes nézetek szerint szintén a diskurzuselemzés részterületét képezi.
A diskurzust egyes esetekben elkülönítik az írott szövegtől, vagyis csak a beszédre vonatkozik. Más esetekben a diskurzust a szövegtől különböztetik meg úgy, hogy a diskurzus inkább több résztvevős, interaktív jellegű, míg a szöveg nem interaktív, és nem hallgatókra vagy befogadókra szabott.

## A nyelvészethez és szociológiához kapcsolódó irányzatok
A nyelvészeti irányzatok szerint a jelentést nem lehet a mondatból levezetni, hanem az csak a diskurzus egészének vizsgálatával határozható meg. A vizsgálatok ezért a mondatok kontextusaira, és a szövegek struktúrájára, felépítésüknek és létrejöttüknek szabályszerűségeire koncentrálnak.
Azok az irányzatok, amelyek inkább a szociológiához kötődnek, a vizsgálatok során előtérbe helyezik a diskurzusok társadalmi kontextusát és a tematikus kontextust is. A diskurzus társadalmi kontextusát a szereplők tér- és időviszonyai, és azok a szerepek határozzák meg, amelyekben megszólalnak. A tematikus kontextushoz tartozik az, hogy milyen témakörhöz vagy közeghez köthető az adott diskurzus. Ilyen értelemben beszélhetünk a témakör alapján például népesedési diskurzusról; a közeg alapján pedig politikai diskurzusról. Az adott témakör és a közeg a diskurzus körülhatárolását is jelentik. Így ezek a szemléletek a diskurzus két újabb meghatározását vonják maguk után: a diskurzus egyfelől az adott témakörbe tartozó szövegek összességét, másfelől az adott közegben elhangzó szövegek összességét is jelentheti. A szociológiához kötődő kutatások célja, hogy feltárják, milyen mögöttes motivációk és célok vezérlik a diskurzus résztvevőit. Főleg a nyelvileg meg nem jelenő, rejtett előfeltevéseket és implikatúrákat vizsgálják.
A nyelvészethez és a szociológiához kötődő főbb irányzatok a konverzációelemzés, az etnometodológia, a beszélésnéprajz, a beszédretorika, a dialóguselemzés és az interakciós szociolingvisztika.

## Kritikai diskurzuselemzés
A politikatudományhoz és a szociálpszichológiához kötődnek a diskurzuselemzés kritikai irányzatai. Ezek célja átfogó társadalommagyarázatot és kritikát nyújtani. Ezekben az irányzatokban a diskurzus társadalmi jellege kerül előtérbe. A diskurzus eszerint a társadalmi cselekvések kommunikatív formája. A nyelvet társadalmi gyakorlatnak tekintik, ami azt jelenti, hogy a diskurzusok segítségével értelmezzük, megszervezzük és berendezzük társadalmi életünket. A diskurzus így hatalmi eszköznek tekinthető. Emiatt az elemzések középpontjában annak kimutatása áll, hogy a hatalom és a különféle ideológiák, amelyek például a társadalmi egyenlőtlenségekért felelnek, hogyan kerülnek kifejezésre a diskurzusban. Képviselőinek határozott etikai és politikai álláspontjai vannak, és kifejezik, elismerik, hogy nem objektíven végzik az elemzést, mivel szerintük az nem megvalósítható.

## Különböző szemléletek a diskurzuselemzés határairól
Némelyik tudományterületet illetően nincs egységes álláspont arra nézve, hogy azok a diskurzuselemzés előzményei vagy az alá tartoznak. Ezek az etnometodológia, a beszélésnéprajz és az interakciós szociolingvisztika. Más tudományterületekkel kapcsolatban abban különböznek a szemléletek, hogy ezek a területek a diskurzuselemzés alá tartoznak-e, vagy épp fordítva, a diskurzuselemzés ezeknek részterülete, esetleg teljesen elkülöníthetők tőle. Ilyenek a pragmatika és a konverzációelemzés.